# Старски и Хъч
„Старски и Хъч“ (на английски: Starsky & Hutch) е американска екшън комедия от 2004 г. на режисьора Тод Филипс. Във филма участват Бен Стилър в ролята на Дейвид Старски и Оуен Уилсън като Хъч. Филмът адаптация на едноименния сериал от 1970-те години.
Филмът е пуснат по кината в САЩ на 5 март 2004 г. и получава противоречиви отзиви от критиците. Печели 170 млн. долара в световен мащаб при бюджет от 60 млн. долара.